# Nordenskov
Nordenskov – miasto w Danii, w regionie Dania Południowa, w gminie Varde.